# اونترهاخینگ
اونترهاخینگ (به آلمانی: Unterhaching) یک شهر در آلمان است که در منطقه مونیخ واقع شده‌است.

## خصوصیات
اونترهاخینگ ۸٫۷۳ کیلومترمربع مساحت دارد ۵۵۶ متر بالاتر از سطح دریا واقع شده‌است.

## خواهرخوانده
شهرهای آدخه، بیشوفس‌هوفن، Le Vésinet، اواکوود، اوهایو، ویتنی و Żywiec خواهرخوانده‌های اونترهاخینگ هستند.